# Боголюбский, Сергей Константинович
Сергей Константинович Боголюбский (1887—1916) — русский  штабс-капитан Генерального штаба. Герой Первой мировой войны, погиб в бою.

## Биография
Из мещан Ярославской губернии, общее образование получил в Ростовском городском приходском училище. В 1909 году после окончания Виленского военного училища по I разряду произведён в подпоручики и выпущен в  Саратовский 108-й пехотный полк. В 1912 году произведён  в поручики. В 1914 году окончил Николаевскую военную академию по II разряду.
С 1914 года участник Первой мировой войны, офицер Генерального штаба в составе 20-го армейского корпуса. С 1915 года штабс-капитан, участник Мазурского сражения в ходе которого попал в окружения в районе Августовских лесов, отказавшись от сдачи в плен выбрался из окружения.
С 1916 года старший адъютант штаба 2-го армейского корпуса, принимал участие в наступлении Юго-Западного фронта. 21 июня 1916 года  был убит в бою у деревне Бродек. 14 июля 1916 года похоронен на Братском кладбище в Москве.
Посмертно Высочайшим приказом по Армии и Флоту от 10 апреля и 5 мая 1917 года  за храбрость был награждён Георгиевским оружием и орденом Святого Георгия 4-й степени.

## Награды
- Орден Святого Станислава 3-й степени с мечами и бантом (ВП 05.10.1914)
- Орден Святой Анны 4-й степени «За храбрость» (ВП 05.10.1914)
- Орден Святой Анны 3-й степени с мечами и бантом (ВП 17.01.1915)
- Орден Святого Владимира 4-й степени с мечами и бантом (ВП 30.05.1915)
- Орден Святого Станислава 2-й степени с мечами  (ВП 27.10.1916)
- Георгиевское оружие (ВП 10.04.1917)
- Орден Святого Георгия 4-й степени (ВП 05.05.1917)